# Anatolios von Konstantinopel

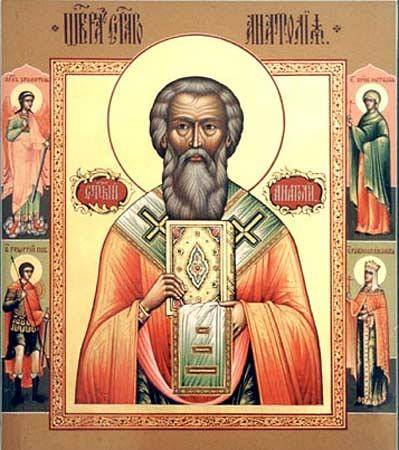
St. Anatolios von Konstantinopel

Anatolios (altgriechisch Ἀνατόλιος) († 3. Juli 458) war Patriarch von Konstantinopel.
Anatolios stammte aus Alexandria. Dort war er zunächst als Priester und Apokrisiar unter dem Patriarchen Dioskoros I. von Alexandria tätig, der der Lehre des Eutyches anhing, die vom Konzil von Chalkedon verurteilt wurde. Anatolios erlangte im Dezember 449 das Amt des Erzbischofs von Konstantinopel und er war 451 maßgeblich an den Beschlüssen des Konzils von Chalkedon als Vertreter der orthodoxen Lehrer und Gegner der Monophysiten und Nestorianer beteiligt. In Chalkedon wurde im 28. Kanon auch die Rangerhöhung Konstantinopels zum Patriarchat mit Primal über Antiochia und Alexandria beschlossen, sodass Anatolios erster Patriarch von Konstantinopel wurde. Damit begann aber zugleich ein fortwährender Streit mit den Bischöfen von Rom, die die Oberhoheit Konstantinopels über die anderen Patriarchate des Ostens ebenso wenig anerkannten wie die Gleichrangigkeit des Patriarchen gegenüber Rom. Seine Parteinahme für das oströmische Kaisertum drückt sich unter anderem darin aus, dass er im Februar 457 Leo I. zum Kaiser krönte; dies war das erste Mal, dass bei dieser Zeremonie der Patriarch von Konstantinopel mitwirkte. Er wurde erschlagen von einer Marmortafel, die sich in Folge eines Erdbebens von der Wand gelöst hatte.
Anatolios wird auch die Zusammenstellung einer Reihe von griechischen Hymnen zugeschrieben.